# Harendotes
Harendotes (altägyptisch Hor-nedjitef) ist eine seit dem Mittleren Reich belegte Gottheit in der ägyptischen Mythologie und eine Unterform des Gottes Horus. In seinem Bezug zu Osiris wacht er über diesen und zählt somit zu den Schutzgöttern.
Daneben tritt Harendotes in seinen Nebenformen als Hor-nedj-Hor-itef, Hor-nedj-Hor-itef-Wenennefer, Hor-nedj-itef-Usir, Hor-nedj-Hor-itef-Usir, Hor-nedj-itef-em-utset-Hor, Hor-nedj-itef-em-Rut-iset, Hor-nedjti-itef, Hor-nedjti-Hor-itef und Hor-Behedeti in Erscheinung.

## Darstellung
| S40 |

| S40 |

| S34 |

| S34 |

## Bedeutung
Die Pyramidentexte erwähnen sowohl Horus mit dem Beiwort „der seinen Vater schützt“ (N ḏtj - ḥ r-jt=f) als auch den Gott „Horus, der seinen Vater schützt“ (Ḥr-nḏ-ḥr-jt.f), gemeint: Nebenform des Harendotes.
So erhält der junge Horus, als Sohn der Isis, im Osirismythos im Kampf gegen Seth den Titel „Harendotes“. Er gilt als das Urbild des königlichen Nachfolgers und garantiert die Auferstehung seines Vaters Osiris.
In seiner Funktion als Wächter beschützt er Osiris gegen jegliche Art von Anschlägen. Harendotes schützt aber nicht nur seinen Vater, sondern auch die Toten, indem seine Abbilder diese auf den Wänden ihrer Särge umgeben.

## Kultorte
Zunächst wird Harendotes als Sonnengott und andere Form des Gottes Horus in Hierakonpolis verehrt, später in Buto oder Letopolis. Als Lokalgott des 8. oberägyptischen Ta-wer-Gaues erfuhr er in der Hauptstadt Abydos einen bedeutenden Kult, da Harendotes dort zu der Götter-Neunheit zählte.
In römischer Zeit wurde er auf Philae verehrt. Als siegreicher Gott und Gemahl der Isis und Beschützer ihrer Kinder, der Horussöhne, fand er in Achmim Verehrung.